# Onthophagus menieri
Onthophagus menieri es una especie de insecto del género Onthophagus, familia Scarabaeidae, orden Coleoptera.

## Historia
Fue descrita científicamente por Ochi en 2003.